# Verzorgingsplaats Stienkamp
Verzorgingsplaats Stienkamp is een Nederlandse verzorgingsplaats, gelegen aan de zuidzijde van N31 Zurich-Drachten tussen aansluitingen 28 en 29 in de gemeente Smallingerland bij Opeinde. Aan de andere zijde van de snelweg bevindt zich verzorgingsplaats De Kreilen.
Richting Drachten: De Mieden · Stienkamp
Richting Zurich: De Kreilen · 't Strand